# Istituto superiore di scienza dell'automobile di Modena
L'ISSAM Design Institute (Istituto superiore di scienza dell'automobile di Modena), è un ente di formazione di livello post-secondario non universitario.

## Storia
Fondato nel 1971 si occupa della formazione di studenti che vogliono prepararsi al mondo dell'automobile destinati ai centri di ricerca internazionali orientati all'innovazione sia legata alla tecnologia della Formula 1 sia alla produzione delle vetture di serie.  L'istituto è stato dedicato alla memoria del pilota Ferrari Ignazio Giunti, scomparso nel 1971.
Tutte le materie ed i programmi di studio vengono costantemente aggiornati in relazione alle nuove esigenze, problematiche e tecnologie del mondo dell’auto.
Nel 2020 nasce il primo corso di Industrial Design di Issam, fortemente richiesto dalle nuove tendenze di mercato che vedono sempre più sinergici e complementari il car design con l'industrial design.
La maggior parte dei Docenti proviene da Case automobilistiche o motociclistiche della “Motor Valley”.
La registrazione per i corsi è limitata (30 studenti per anno accademico di Style, 15 studenti per anno accademico di Automotive e 15 studenti per anno accademico di Industrial) al fine di ottenere la formazione giusta e appropriata degli studenti e quindi essere in grado di inserirli correttamente nel mondo dell’industria automobilistica.

## Struttura
L'Istituto è specializzato in aree dell'ingegneria meccanica, della progettazione di automobili, dell'industrial design ed i percorsi di studi sono:
- AUTOMOTIVE ENGINEERING

Relativo alla progettazione della parte meccanica del veicolo, motore e telaio. Attraverso l’insegnamento e la comprensione dell’ingegneria e di materie specifiche del veicolo vengono qualificati professionisti e tecnici per il settore dell’automobile e del motorsport con una conoscenza completa delle scienze automobilistiche.
- STYLIST ENGINEERING

Relativo al disegno grafico e tecnico della carrozzeria dei veicoli. L’obiettivo di questo corso è di fornire una profonda ed elevata conoscenza nell’ambito del Design dei veicoli, attraverso un programma di lezioni suddivise in diversi argomenti specifici.
- INDUSTRIAL DESIGN | Novità 2020

Ha l’obiettivo di formare designers altamente specializzati in più settori merceologici con una maggior preparazione professionale alle realtà operative aziendali del settore del design artistico/industriale. Il corso offre un aggiornamento continuo delle materie e delle tecnologie grazie all’esperienza dei docenti ed ai collegamenti diretti con le aziende. Il know how è costantemente in evoluzione in parallelo alle tendenze di mercato. Esperienza, tecnologia, innovazione, insegnamento ad-personam, esclusività nella qualità della formazione e della ricerca. Queste le caratteristiche sulle quali è costruito il corso di specializzazione in Industriale Design di ISSAM.